# Dios de agua
Dios de agua (su título original en francés es "Dieu d'eau. Entretiens avec Ogotemmêli") es una de las obras más importantes del antropólogo francés Marcel Griaule, publicada en el año 1948 (con una edición ampliada del año 1966 con prólogo de Geneviève Calame-Griaule). El libro es una recopilación de entrevistas, estructuradas en treinta y tres días, que realiza el autor al anciano Ogotemmêli, que perdió la vista en un accidente de caza. Éste le aportará una gran cantidad de conocimientos sobre los dogon, que viven en los acantilados cerca de la ciudad de Bandiágara, al sudeste de Malí. Este estudio, culminación de sus más de quince años de trabajo de campo, nos revela la cosmogonía y el pensamiento simbólico de los dogon. 
El libro trata tres temas principales: el origen del mundo, lo que podríamos llamar "sistema-mundo" y otros aspectos de carácter sociocultural de la vida de los dogon. En lo que se refiere a la creación, los dogon creen en un dios, llamado Amma, que creó la Tierra y de esta unión nació primeramente, un chacal y después, gemelos, llamados los nommos, los cuales se multiplican en ocho seres y éstos se identificarán con las ocho familias ancestrales de los dogon. Después, Amma creó y moldeó al hombre y la mujer. Estas figuras de la creación nos llevarán al entendimiento del sistema del mundo representado por un granero en el que se almacenan todos los elementos de la vida. Y por último, reflejado a lo largo del libro, el autor nos muestra diversos aspectos culturales y rituales de la vida cotidiana. 